# Polychaetaspidae
Polychaetaspidae zijn een familie van uitgestorven borstelwormen (Polychaeta).

## Geslachten
- Incisiprion Hints, 1998 †
- Oenonites Hinde, 1879 †
- Polychaetaspis Kozlowski, 1956 †